# 엠파이어 (2015년 드라마)
《엠파이어》(영어: Empire)는 2015년 1월 7일부터 2020년 4월 21일까지 FOX에서 방영된 드라마이다.

## 캐스트
- 테런스 하워드 - 루시어스 라이언
- 타라지 P. 헨슨 - 쿠키 라이언
- 주시 스몰렛 - 자말 라이언
- 트라이 바이어스 - 앙드레 라이언
- 브라이셔 Y. 그레이 - 하킴 라이언
- 그레이스 기일리 - 애니카 칼훈
- 말리크 요바 - 버논 터너
- 케이틀린 더블데이 - 론다 라이언
- 타론다 존스 - 포르샤 테일러
- 개버레이 시디베이 - 베키 윌리엄스
- 세라야 맥닐 - 티아나 브라운